# Материальный баланс в геологии
Материальный баланс в геологии — простейшая форма динамической модели нефтяного или газового месторождения. Это простая концепция, подчиняющаяся закону сохранения масс, согласно которому извлечённый объём равен сумме изменения первоначального и привнесённого объёмов (в пласте, например).
Vизвлечённый = ΔVпервоначальный + Vпривнесённый
Любое гидродинамическое моделирование должно поддерживаться проверкой с использованием материального баланса.

## Данные, необходимые для расчёта материального баланса
- давление (замеры пластового давления),
- объёмы флюидов,
- свойства флюидов (PVT),
- свойства породы.

## Ограничения материального баланса
- одномерная модель коллектора, не учитывающая распространение флюидов в пространстве,
- не учитывается время,
- чувствительность к качеству данных.

## Применение материального баланса
- подсчёт балансовых запасов нефти и газа,
- расчёт размеров газовой шапки,
- диагностика и расчёт притока воды,
- расчёт параметров (характеристик) притока воды,
- подтверждение механизма добычи (нефтеотдачи),
- расчёт зависимости закачки/извлечения нефти.

## Обозначения
- N — балансовые запасы нефти (м³),
- Np (oil production) — накопленная добыча нефти (м³),
- Wp (water production) — накопленная добыча воды (м³),
- Winj (water injection) — накопленная закачка воды (м³),
- We (aquifer) — приток воды из-за контура (аквифера) (м³),
- Gp (gas production) — накопленная добыча газа (м³),
- Bo, Bw, Bg — объёмные коэффициенты нефти, воды, газа (м³/м³),
- Co, Cw, Cf — сжимаемость нефти, воды, породы,
- So, Sw — насыщенность нефтью, водой,
- Swir — связанная вода,
- Rs — содержание растворённого газа в нефти,
- Rp — накопленное газосодержание,
- ΔP — изменение давления от начального пластового (атм),
- Vo, Vw, Vf — объёмы нефти, воды, пор (м³),

подстрочный индекс «i» обозначает начальные условия.

## Вывод уравнения материального баланса
При добыче из пласта нефти (Np×Bo) при давлении в пласте (Pr) ниже первоначального (Pri) на ΔP, но выше давления насыщения (Pb), имеем недонасыщенный пласт Pri > Pr > Pb. При условии отсутствия притока воды имеем 

Np×Bo = Vизвлечённый = ΔVпервоначальный = ΔVw + ΔVo + ΔVf
Np×Bo = ΔVw + ΔVo + ΔVf, то есть, накопленная добыча нефти равна сумме изменений объёмов воды, нефти и пор 

Vfi = Voi / Soi = Vwi / Swi = Vo / So = Vw / Sw
Изменение объёма воды (ΔVw) равно произведению объёма воды (Vw) на сжимаемость воды (Cw) и на изменение давления (ΔP): 

ΔVw = Vw × Cw × ΔP.
Объём воды Vw равен произведению начального объёма воды Vwi на коэффициент изменения насыщенности воды Sw / Swi